# 世界の名峰グレートサミッツ
『世界の名峰グレートサミッツ』（せかいのめいほうぐれーとさみっつ）は、2010年1月からNHKデジタル衛星ハイビジョンで不定期に放送されていた日本のテレビ番組。その後のNHK衛星放送の再整理統合により、2011年4月からはNHK BSプレミアムにて放送。

## 概要
世界各国それぞれの地域のシンボルとしてそびえる名峰を、デジタル・ハイビジョンの映像で紹介する番組。2006年から放送されていた『日本の名峰』の続編的番組。シリーズのいくつかの回は再編集されて、NHK地上波のNHKスペシャルやワンダー×ワンダーにて放映された。
番組製作にあたっては東海大学情報技術センターが、『日本の名峰』シリーズに引き続き衛星画像データや3D画像表現に必要な地形情報(DEMデータ)の提供を行った。
シリーズの放送と並行して、本編で触れた話題をさらに掘り下げたものや、本編で紹介できなかった話を10分にまとめた『世界の名峰グレートサミッツ Episode100』が放送されていた。本編の再放送にあたり、30分に再編集しなおされた「30分版」も放送されていた。
『世界の名峰グレートサミッツ』シリーズは、第1回-第10回が小学館によって書籍化(DVD付)され、また放送回の一部がNHKエンタープライズによってDVD化された。

## 放送リスト
| 回     | 放送日         | タイトル                 | 標高   | 国                 | サブタイトル                                 | 補足                                            |
| ------ | -------------- | ------------------------ | ------ | ------------------ | -------------------------------------------- | ----------------------------------------------- |
| SP     | 2010年01月10日 | 美しき世界の名峰へ       | -      | -                  | -                                            | ※新番組世界の名峰グレートサミッツの紹介         |
| 第01回 | 2010年03月31日 | モンブラン               | 4,810m | フランス           | アルプスの白き女王                           | フランス最高峰                                  |
| 第02回 | 2010年04月07日 | ワスカラン               | 6,768m | ペルー             | 熱帯の最高峰                                 | ペルー最高峰                                    |
| 第03回 | 2010年04月21日 | マッキンリー             | 6,190m | アメリカ           | 極北の偉大なる山                             | 北アメリカ大陸最高峰                            |
| 第04回 | 2010年04月28日 | クリュチェフスカヤ       | 4,750m | ロシア             | 火と氷の山                                   |                                                 |
| 第05回 | 2010年09月01日 | マッターホルン           | 4,478m | スイス             | 天を貫く孤高の頂                             |                                                 |
| 第06回 | 2010年09月08日 | アウヤンテプイ           | 2,535m | ベネズエラ         | 天空のロストワールド                         |                                                 |
| 第07回 | 2010年09月15日 | キナバル                 | 4,095m | マレーシア         | 熱帯の命あふれる山                           | マレーシア最高峰                                |
| 第08回 | 2010年09月21日 | ヨーロッパアルプス       | -      | -                  | 山ろく紀行                                   |                                                 |
| 第09回 | 2010年11月03日 | アスバイヤリング         | 3,033m | ニュージーランド   | 風と水が作った光の山                         |                                                 |
| 第10回 | 2010年11月10日 | ウィルヘルム             | 4,509m | パプアニューギニア | 聖なる岩の峰                                 | パプアニューギニア最高峰                        |
| 第11回 | 2010年11月17日 | キリマンジャロ           | 5,895m | タンザニア         | 赤道直下の白き山                             | アフリカ大陸最高峰                              |
| 第12回 | 2010年11月24日 | 世界の名峰 花紀行        | -      | -                  | -                                            |                                                 |
| SP     | 2011年02月23日 | グレートサミッツへの招待 | -      | -                  | 人はなぜ頂をめざすのか                       | ※第13回-第17回のダイジェスト                    |
| 第13回 | 2011年03月02日 | アメリカ・ハーフドーム   | 2,693m | アメリカ           | ヨセミテの大岸壁に望む                       |                                                 |
| 第14回 | 2011年03月09日 | ウガンダ・ルエンゾリ     | 5,109m | ウガンダ           | ナイルの源流 伝説の山                        | ウガンダ最高峰                                  |
| 第15回 | 2011年03月09日 | スイス・アイガー         | 3,970m | スイス             | 栄光と友情の山                               |                                                 |
| 第16回 | 2011年03月16日 | トルコ・エルジェス       | 3,916m | トルコ             | カッパドキアを生んだ山                       |                                                 |
| 第17回 | 2011年03月23日 | 南米・アコンカグア       | 6,960m | アルゼンチン       | 白い嵐の頂に望む                             | 南アメリカ大陸最高峰                            |
| SP     | 2011年04月01日 | 世界一周名峰紀行         | -      | -                  | -                                            | ※これまでの番組の振り返り                       |
| 第18回 | 2011年08月13日 | エベレスト               | 8,488m | ネパール           | 世界最高峰を撮る 前編                        | 世界最高峰                                      |
| 第19回 | 2011年08月13日 | エベレスト               | 8,488m | ネパール           | 世界最高峰を撮る 後編                        | 世界最高峰                                      |
| 第20回 | 2011年10月08日 | アルプスの聖なる頂       | 3,798m | オーストリア       | オーストリア最高峰をめざして                 | オーストリア最高峰グロースグロックナー          |
| 第21回 | 2011年10月15日 | パタゴニア・パイネ       | 3,050m | アルゼンチン       | 美しき南の果ての峰                           |                                                 |
| 第22回 | 2011年11月19日 | ペルー・アウサンガテ     | 6,394m | ペルー             | インカの聖なる高峰                           |                                                 |
| 第23回 | 2011年11月26日 | カナダ・ロブソン         | 3,954m | カナダ             | ロッキーの巨人に望む                         |                                                 |
| 第24回 | 2012年01月14日 | アメリカ・レーニア       | 4,392m | アメリカ           | 母なる水の山                                 |                                                 |
| 第25回 | 2012年01月21日 | モンゴル最高峰・フイテン | 4,569m | モンゴル国         | 大草原を潤す山                               | モンゴル最高峰                                  |
| 第26回 | 2012年02月18日 | 台湾最高峰・玉山         | 3,952m | 台湾               | 巨樹を育む大渓谷                             | 台湾最高峰                                      |
| 第27回 | 2012年08月18日 | 8000m全山登頂            | 8,167m | ネパール           | 登山家竹内洋岳                               | 日本人初8000m峰14座完登最終峰ダウラギリ登山密着 |
| 第28回 | 2012年10月06日 | 南米・フィッツロイ       | 3,375m | アルゼンチン       | パタゴニア嵐の岩峰に挑む                     | 世界遺産ロス・グラシアレス国立公園              |
| 第29回 | 2012年12月15日 | スイス・ベルニナ         | 4,049m | スイス             | アルプス最高の白き尾根                       |                                                 |
| 第30回 | 2013年01月04日 | 中央アジア・ハンテングリ | 7,010m | キルギス           | 世界最高のクライマー"シルクロードの王"を撮る | カザフスタン最高峰                              |
| 第31回 | 2013年01月07日 | ボリビア・サハマ         | 6,542m | ボリビア           | アンデス氷の剣山に挑む                       | ボリビア最高峰                                  |
| 第32回 | 2013年01月28日 | ピレネー横断の旅         | 3,404m | スペイン           | 女子トップクライマー                         |                                                 |
| 第33回 | 2013年02月25日 | バルカンの聖山めざして   | 2,925m | ブルガリア         | ブルガリア魅惑の山旅                         | バルカン半島最高峰ムサラ                        |

## 関連書籍
- NHKグレートサミッツ編『世界の名峰』「1 モンブラン」(2010/11/17,小学館) ISBN 978-4094804416 [7]
- NHKグレートサミッツ編『世界の名峰』「2 マッターホルン」(2011/1/19,小学館) ISBN 978-4094804423 [8]
- NHKグレートサミッツ編『世界の名峰』「3 キナバル」(2011/2/16,小学館) ISBN 978-4094804430 [9]
- NHKグレートサミッツ編『世界の名峰』「4 アスバイヤリング」(2011/3/16,小学館) ISBN 978-4094804447 [10]
- NHKグレートサミッツ編『世界の名峰』「5 マッキンリー」(2011/4/20,小学館) ISBN 978-4094804454 [11]
- NHKグレートサミッツ編『世界の名峰』「6 キリマンジャロ」(2011/5/18,小学館) ISBN 978-4094804461 [12]
- NHKグレートサミッツ編『世界の名峰』「7 アウヤンテプイ」(2011/6/15,小学館) ISBN 978-4094804478 [13]
- NHKグレートサミッツ編『世界の名峰』「8 クリュチェフスカヤ」(2011/7/13,小学館) ISBN 978-4094804485 [14]
- NHKグレートサミッツ編『世界の名峰』「9 ウィルヘルム」(2011/8/17,小学館) ISBN 978-4094804492 [15]
- NHKグレートサミッツ編『世界の名峰』「10 ワスカラン」(2011/9/28,小学館) ISBN 978-4094804508 [16]
- 竹内洋岳著『標高8000メートルを生き抜く 登山の哲学』(2013/5/10,NHK出版) ISBN 978-4140884072 [17]

## 関連DVD
- NHKグレートサミッツ編『世界の名峰グレートサミッツ』「モンブラン ～アルプスの白き女王～」(2012/7/27,NHKエンタープライズ) EAN 4988066187230 [18]
- NHKグレートサミッツ編『世界の名峰グレートサミッツ』「マッターホルン ～天を突く孤高の頂～」(2012/7/27,NHKエンタープライズ) EAN 4988066187247 [19]
- NHKグレートサミッツ編『世界の名峰グレートサミッツ』「栄光と友情の山 ～スイス・アイガー～」(2012/7/27,NHKエンタープライズ) EAN 4988066187254 [20]
- NHKグレートサミッツ編『世界の名峰グレートサミッツ』「アルプスの聖なる頂 ～オーストリア最高峰めざして～」(2012/7/27,NHKエンタープライズ) EAN 4988066187261 [21]
- NHKグレートサミッツ編『世界の名峰グレートサミッツ』「アルプスの山々 ブルーレイBOX」(2012/7/27,NHKエンタープライズ) EAN 4988066187285 [22]
- NHKグレートサミッツ編『世界の名峰グレートサミッツ』「エベレスト ～世界最高峰を撮る～ 前編・後編」(2012/8/24,NHKエンタープライズ) EAN 4988066187179 [23]
- NHKグレートサミッツ編『世界の名峰グレートサミッツ』「マッキンリー ～極北の偉大なる山～」(2012/8/24,NHKエンタープライズ) EAN 4988066187186 [24]
- NHKグレートサミッツ編『世界の名峰グレートサミッツ』「アコンガクア ～白い嵐の頂に挑む～」(2012/8/24,NHKエンタープライズ) EAN 4988066187193 [25]
- NHKグレートサミッツ編『世界の名峰グレートサミッツ』「キリマンジャロ ～赤道直下の白き山～」(2012/8/24,NHKエンタープライズ) EAN 4988066187209 [26]
- NHKグレートサミッツ編『世界の名峰グレートサミッツ』「大陸の最高峰 ブルーレイBOX」(2012/8/24,NHKエンタープライズ) EAN 4988066187223 [27]
- NHKグレートサミッツ編『世界の名峰グレートサミッツ』「8000m全山登頂 ～登山家 竹内洋岳～」(2013/7/26,NHKエンタープライズ) EAN 4988066196577 [28]
- NHKグレートサミッツ編『世界の名峰グレートサミッツ』「8000m全山登頂 ～登山家 竹内洋岳～」(2013/7/26,NHKエンタープライズ) EAN 4988066196584 [29]

## スタッフ
- 語り - 滑川和男,内藤裕子,礒野佑子,松尾剛,高市佳明,古野晶子,堤真一
- 題字 - 石飛博光
- テーマ曲 - 久保田邦夫『大地の賛歌』
- 音楽 - CANDY
- 映像提供 - NASA,JAXA,経済産業省,東海大学情報技術センター
- 撮影 - 村口徳行,高橋克昌,竹内秀樹,伊佐泰,松本弥希,David Autheman,毛利立夫,前田龍太郎,根岸邦典,田村幸,山村武史,中洞拓人
- ディレクター - 高橋亜矢,阿部櫻子,川崎彰子,鈴木洋平,牧野香織,竹内秀樹,山田和也,廣瀬学
- プロデューサー - 三浦庸子,栗山定
- 制作統括 - 白石章治,茂木明彦,前原信也,皆木弘康
- 制作協力 - ヴィジュアルフォークロア,白川プロ,康三プロ
- 制作 - NHKグローバルメディアサービス